# Charles Dotter
Charles Theodore Dotter (Boston, 14 de juny de 1920 - Oregon, 15 de febrer de 1985) va ser un pioner radiòleg vascular estatunidenc i una autoritat amb el desenvolupament de la radiologia intervencionista. Dotter, juntament amb el seu aprenent Dr. Melvin P. Judkins, van descriure l'angioplàstia el 1964.

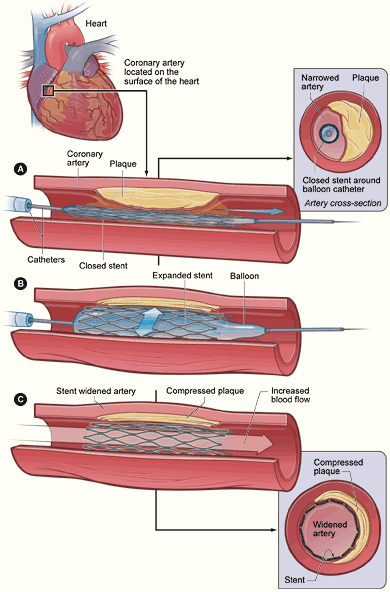
La angioplàstia i col·locació del stent

Dotter va inventar l'angioplàstia i el catèter de lliurament del stent, que es va usar al principi per tractar la malaltia arterial perifèrica. El 16 de gener de 1964, a l'Oregon Health and Science University (OHSU), Dotter va dilatar per via percutània un vas sanguini obstruït, una estenosi localitzada en l'artèria femoral superficial d'una dona de 82 anys, amb isquèmia dolorosa a les cames i gangrena, que es negava que li amputessin la cama. Després de la dilatació amb èxit de l'estenosi amb un filferro de guia i catèters coaxials de tefló, la circulació va tornar a la seva cama. L'artèria dilatada va romandre oberta fins a la seva mort per pneumònia, dos anys i mig més tard.
També va desenvolupar biòpsia hepàtica a través de la vena jugular, inicialment en animals i el 1973 en els éssers humans.
Charles Dotter es coneix comunament com el «Pare de radiologia intervencionista». Ell va servir com el president de l'Escola de Medicina, Departament de Radiologia Diagnòstica, a l'Oregon Health Sciences University durant 33 anys, des de 1952 fins a la seva mort el 1985. La universitat compta actualment amb l'Institut intervencionista Dotter en honor seu.